# J. P. McGowan
John Paterson McGowan (24 de fevereiro de 1880 – 26 de março de 1952) foi um cineasta, ator, roteirista, produtor e ocasionalmente dublê cinematográfico nascido na Austrália e radicado na indústria cinematográfica estadunidense. J.P. McGowan, como era usualmente conhecido, foi o único australiano membro do Screen Directors Guild (agora Directors Guild of America). Tornou-se conhecido como The Railroad Man por seus seriados sobre ferrovias nos anos 1910 e 1920.

## Biografia
Nascido no então agitado centro ferroviário Terowie, na South Australia, McGowan cresceu em Adelaide e Sydney. Ele foi um exímio cavaleiro e serviu na Segunda Guerra dos Bôeres, na unidade Montmorency's Scouts.
Do Sul da África, McGowan foi recrutado para fazer parte de uma exposição sobre a Guerra Bôer na 1904 World's Fair. Começou, então, a trabalhar no teatro, e aderiu à trupe de William Faversham para a temporada de 1906 da produção da Broadway, The Squaw Man, ao lado de William S. Hart. Atuou na peça Paid in Full, de Eugene Walter, na Broadway. Quando estava na Broadway, em 1909, foi recrutado para a Kalem Company, em Nova Iorque e, em 1910 fez sua primeira atuação, no filme A Lad from Old Ireland, como parte da tripulação que viajou para a Irlanda para fazer o primeiro filme americano rodado em locações fora dos Estados Unidos. Sua habilidade na equitação permitiu-lhe atuar como dublê da Kalem diversas vezes. Seu primeiro papel principal foi no filme de 1911, The Colleen Bawn, rodado na Irlanda.

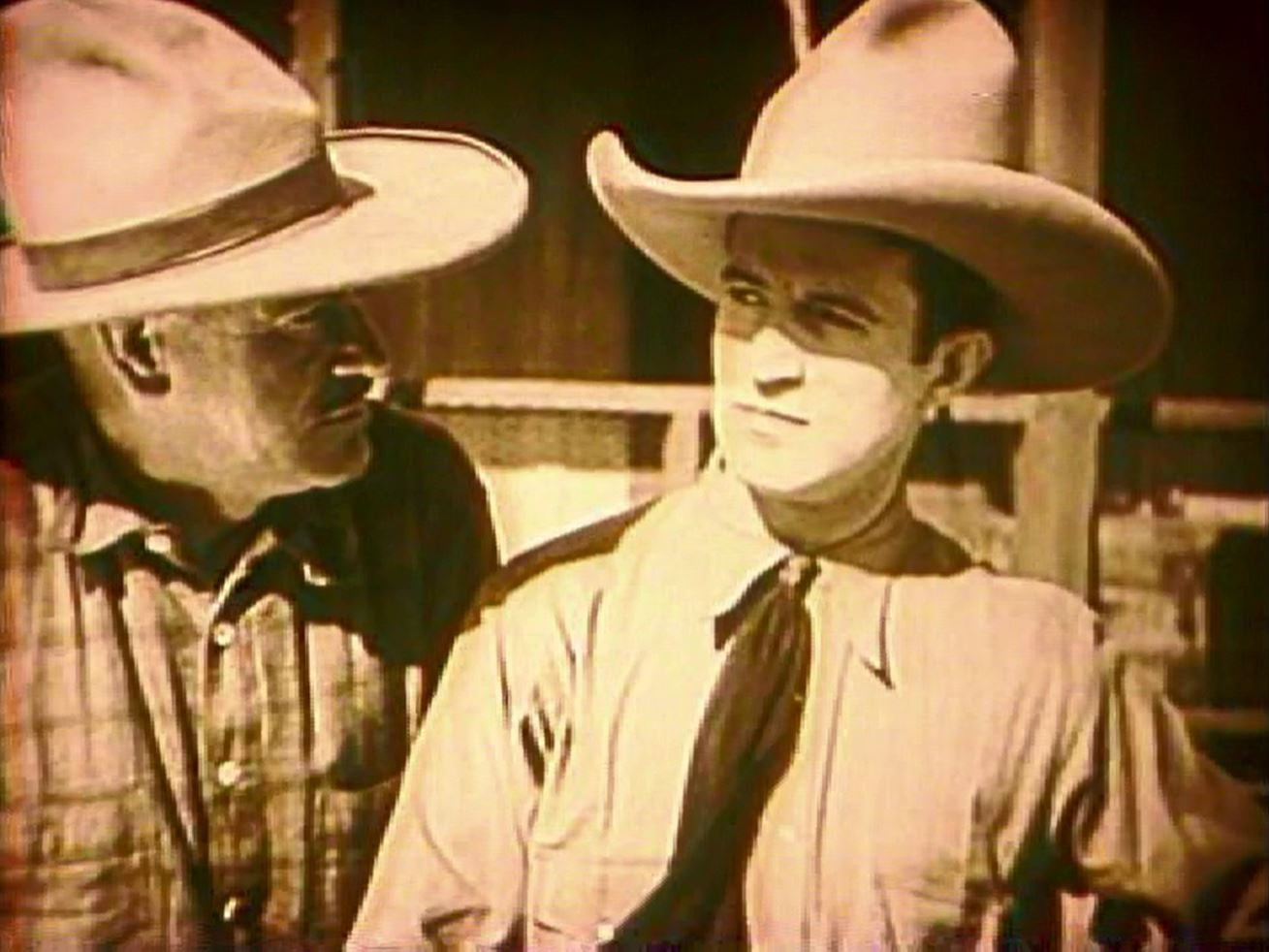
J. P. McGowan como Ed Hicks e Bob Custer como Chuck Drexel no western Arizona Days (1928).

Sua primeira direção foi no filme A Prisoner of México, em 1911, para a Kalem Company, e em seguida fez vários curta-metragens. McGowan dirigiu os primeiros 26 episódios do seriado da Kalem, The Hazards of Helen, considerado o mais longo dos seriados, com 119 episódios, lançado em 1914. Durante as filmagens, iniciou um relacionamento com a estrela do filme, Helen Holmes, e se casaram. Deixaram então a Kalem, e formaram sua própria companhia, a Signal Film Corporation, que fez sucesso com vários seriados, mas decaiu quando sua distribuidora, a Mutual Film Corporation, faliu. Na Signal Film Corporation, McGowan dirigiu vários seriados, tais como The Girl and the Game (1915), Lass of the Lumberlands (1916), The Railroad Raiders (1917), The Lost Express (1917), entre outros. Trabalhando depois na Universal Pictures, dirigiu também um grande número de seriados tais como The Lure of the Circus (1918), The Red Glove (1919) e The Vanishing Dagger (1920), entre outros.
A colaboração entre McGowan e Holmes terminou quando se divorciaram, em 1925. O casal adotou uma filha, Kaye. Em 16 de março de 1937, McGowan casaria novamente, com Katherine Sevart, uma professora.
Após ter se separado de Helen Holmes, McGowan começou a trabalhar para as companhias da Poverty Row. Dirigiu filmes de Tarzan para a Robertson-Cole Pictures Corp., uma predecessora da RKO, e em 1928 didrigiu seu último seriado mudo, THe Chinatown Mystery, escrito por Francis Ford e produzido pela Trem Carr's Syndicate Pictures Corp.

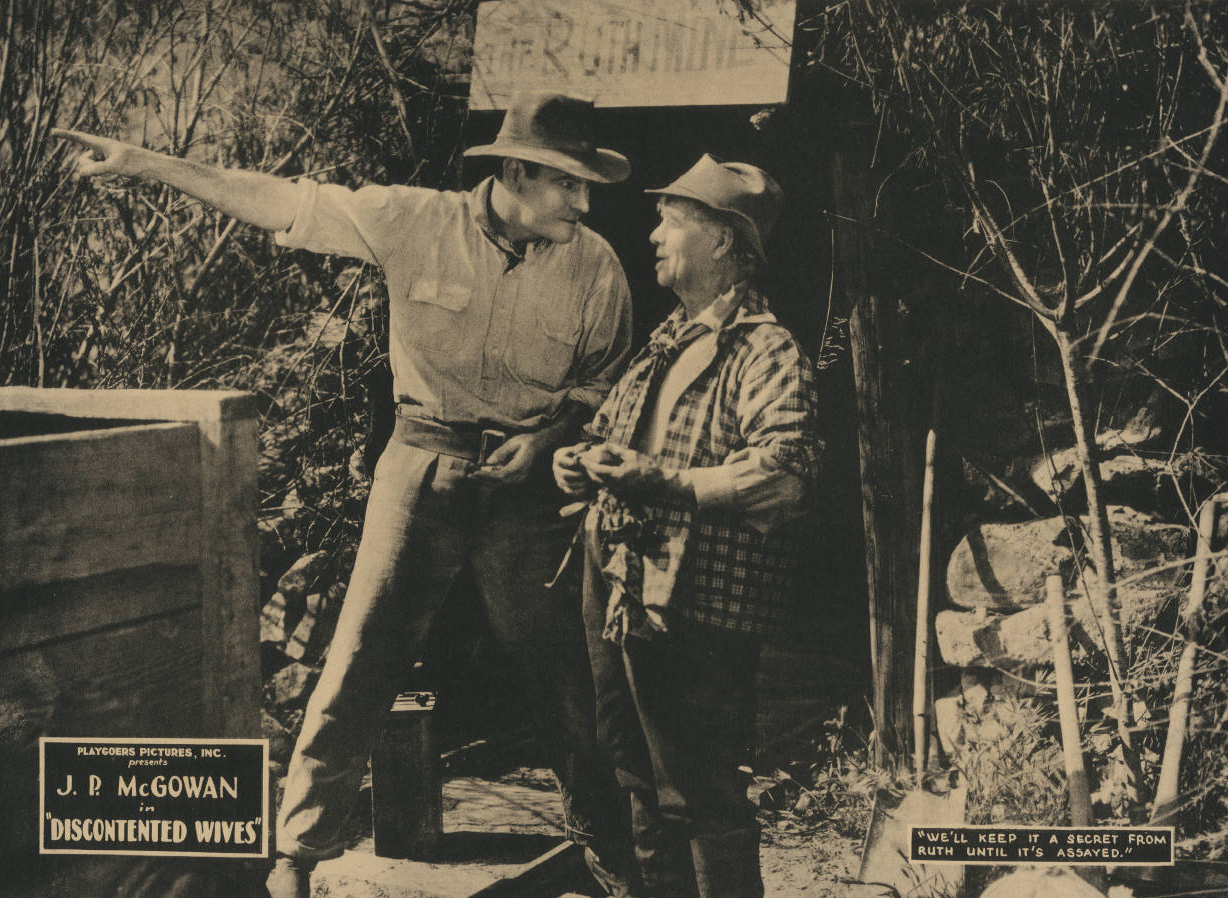
J.P. McGowan em uma cena do filme Discontented Wives, de 1921, do qual também foi o diretor.

Em 1929, McGowan foi re-energizado, graças em grande parte a um novo relacionamento profissional com outra mulher talentosa e criativa, a escritora Sally Winters. Juntos, eles fizeram cerca de 30 filmes entre setembro de 1928 e outubro de 1930, incluindo 14 filmes lançados pelo Syndicate Pictures, de julho a dezembro de 1929.
McGowan teve sucesso na transição do cinema mudo para o sonoro, e apesar de não ser a estrela maior nos filmes em que atuava, trabalhou creditado em cerca de 232 filmes – principalmente em papéis fortes, como xerifes ou vilões –, escreveu 30 roteiros e dirigiu 242 produções. Foram mais de 600 filmes em que trabalhou, seja como ator, diretor, produtor ou roteirista. O último filme que dirigiu foi Where the West Begins, um western de 1938.
Em 1932 dirigiu um jovem John Wayne no seriado The Hurricane Express para a Mascot Pictures, onde também colaborou para o roteiro. O pai de McGowan era operário em uma fábrica de locomotivas, e o seriado The Hurricane Express, filmado em Placerita Canyon e no Southern Pacifics Saugus Depot pode ter sido autobiográfico em um retrato da relação entre pai e filho (um jovem John Wayne).
De 1938 a 1951, atuando como Secretário Executivo da Screen Directors Guild, lutou pelo reconhecimento da segurança para o diretor nos sistemas da indústria emergente da televisão e dos estúdios. Continuou atuando, merecendo destaque um pequeno papel não creditado em Stagecoach, em 1939, ao lado de John Wayne. Seu último trabalho foi como ator, no filme The Lady and the Bandit, em 1951, em que fazia um papel menor, não-creditado.
Escreveu e colaborou com 30 roteiros entre 1911 e 1937, entre eles os seriados The Girl and the Game (1915), The Lost Express (1917) e The Hurricane Express (1932). Na produção, McGowan produziu 22 filmes entre 1916 e 1930, 11 deles pela J. P. McGowan Productions (1929 a 1930), além de produzir pela Morris R. Schlank Productions, Universal Pictures e Signal Film Corporation.
J.P. McGowan morreu em 1952, em Hollywood, e foi sepultado no Forest Lawn Memorial Park, em Glendale, Califórnia.

## Signal Film Corporation

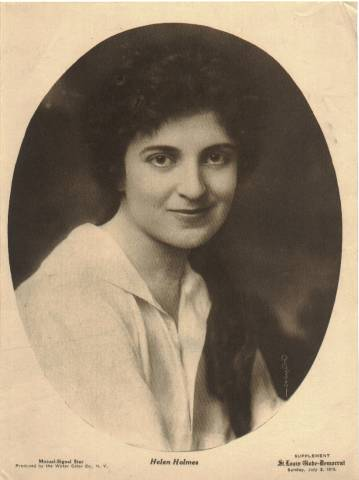
Helen Holmes, esposa e parceira de filmagens de McGowan. Juntos, fundaram a Signal Film Corporation.

A Signal Film foi formada por volta de 1915, numa parceria entre McGowan, Helen Holmes, e Samuel S. Hutchinson. Foi responsável por 12 filmes, entre eles quatro seriados.

## J. P. McGowan Productions
Em 1929, McGowan investiu seu próprio dinheiro e formou a sua produtora, a J. P. McGowan Productions, com um acordo para distribuição através do Syndicate Pictures. Ele não mais se recuperou financeiramente, e antes do final de 1930, a J. P. McGowan estava falida.
A J. P. McGowan Productions foi responsável pela produção de 11 filmes entre 1929 e 1930, com atores como Bob Custer e Tom Tyler, e roteirizados por Sally Winters.

## Homenagens
A carreira de McGowan é celebrada bienalmente em sua cidade natal, durante o Terowie Days of Rail and Screen.
A parceria cheia de aventuras e acrobacias com Helen Holmes foi comemorada no filme Stunt Love, apresentado no Adelaide Film Festival em fevereiro de 2011 e no Museum of Modern Art, em Nova Iorque, em abril de 2011.
Sua história foi contada no livro J.P. McGowan: Biography of a Hollywood Pioneer, de John J. McGowan, em 2005, pela McFarland (ISBN 0-7864-1994-6).
Não deve ser confundido com o jovem Jack McGowan, que foi muito tempo um roteirista com a MGM.

## Filmografia parcial
| - A Lad from Old Ireland (1910, ator) - A Prisoner of México (1911, diretor) - The Hazards of Helen (1914) (diretor de 26 episódios e ator) - The Girl and the Game (1915) (ator, diretor e roteirista) - Whispering Smith (1916) (diretor e ator) - Lass of the Lumberlands (1916) (diretor) - The Railroad Raiders (1917) (diretor e ator) - The Lost Express (1917) (diretor e roteirista) - The Lure of the Circus (1918) (diretor) - The Red Glove (1919) (diretor) - Elmo the Mighty (1919) (diretor) - The Vanishing Dagger (1920) (ator e diretor) - Elmo the Fearless (1920) (diretor) - King of the Circus (1920) (ator e diretor) - The White Horseman (1921) (diretor) - Do or Die (1921) (ator e diretor) - Discontented Wives (1921) (diretor e ator) - Captain Kidd (1922) (diretor) - Perils of the Yukon (1922) (diretor) | - The Lost Express (1926) (diretor e ator) - Tarzan and the Golden Lion (1927) - Whispering Smith Rides (1927) - The Chinatown Mystery (1928) (diretor e ator) - The Hurricane Express (1932) (diretor) - Somewhere in Sonora (1933) (ator) - The Red Rider (1934) (ator) - Rustlers of Red Dog (1935) (ator) - Les Misérables (1935) (ator, não creditado) - The Call of the Savage (1935) (ator) - The Three Mesquiteers (1936) - Jungle Jim 1937) (ator) - The Great Adventures of Wild Bill Hickok (1938) (ator) - Flaming Frontiers (1938) (ator) - Dick Tracy Returns (1938) (ator) - Where the West Begins (1938) (diretor) - Stagecoach (1939) (ator) - The Lady and the Bandit (1951) (ator) |